# Pseudechinolaena madagascariensis
Pseudechinolaena madagascariensis är en gräsart som först beskrevs av Aimée Antoinette Camus, och fick sitt nu gällande namn av Jean Marie Bosser. Pseudechinolaena madagascariensis ingår i släktet Pseudechinolaena och familjen gräs. Inga underarter finns listade i Catalogue of Life.